# Ритирата (Перуђа)
Ритирата је насеље у Италији у округу Перуђа, региону Умбрија.
Према процени из 2011. у насељу је живело 233 становника. Насеље се налази на надморској висини од 423 м.